# 3 korony czechosłowackie (1965)
3 korony (cz. i słow. 3 koruny) – czechosłowacka moneta obiegowa o nominale 3 koron wyemitowana w 1965 roku i wycofana już w roku 1972. Autorem wzoru obu stron był rzeźbiarz Zdeněk Kolářský przy projekcie rewersu współpracujący z malarzem Eduardem Hájkiem.

## Wzór
W centralnej części awersu znalazł się stylizowany herb Czechosłowackiej Republiki Socjalistycznej – wizerunek znajdującego się na tarczy w kształcie zbliżonym do husyckiej pawęży czeskiego wspiętego lwa o podwójnym ogonie. Na jego piersi umieszczono mniejszą tarczę z reprezentującym Słowaków symbolem watry na tle sylwetki tatrzańskiego szczytu Krywań. Wokół tarczy widniała legenda: zapisana wewnętrznie nazwa kraju („ČESKOSLOVENSKÁ SOCIALISTICKÁ REPUBLIKA”), u dołu zaś zapisany zewnętrznie rok bicia.
Na rewersie monety centralną pozycję zajmował kwiat o długiej łodydze. Składał się on z pięciu płatków utworzonych z liści lipy, które jako całość układały się w kształt przypominający pięcioramienną gwiazdę. Dookoła kwiatu znajdowała się nieregularnie ułożona wstęga. Po prawej stronie monety znalazł się zapisany arabską cyfrą nominał monety, u dołu zaś skrót „Kčs”. Obok, po lewej stronie zamieszczono oznaczenia autorów projektu – „KOLÁŘSKÝ” oraz „HÁJEK ED”. Zgodnie z oficjalnym uzasadnieniem kwiat symbolizować miał „ideę wzrostu narodowego”, wstęga zaś – „ciągły ruch i wolność”.

## Nakład
Jako że ustalony w 1953 czechosłowacki system monetarny nie przewidywał emisji monet o nominale 3 koron, specjalnym rozporządzeniem rządu z 20 października 1965 r. stosowny zapis został dodany. Wydanym tego samego dnia zarządzeniem Ministra Finansów określono szczegółowy wzór oraz dane fizyczne monet. Te miały być bite z wytworzonych z miedzioniklu krążków o masie 5,5 g (±2%). Domieszka niklu wynieść miała 20% z dopuszczalnym odchyleniem od normy wynoszącym 1%. Średnica monety wynosić miała 23,5 mm, zaś grubość – ok. 1,8 mm. Gładki rant dekorowany miał być wklęsłym wzorem składających się ułożonych naprzemiennie z lipowych listków i fal. W rzeczywistości wzór ten przedstawiał raczej fale i niewielkie krzyżyki.
Monety weszły do obiegu 1 listopada 1965 r., jednak zostały zdemonetyzowane po zaledwie siedmiu latach, z końcem roku 1972, kiedy ich funkcję przejęły nowe monety dwukoronowe. Do tego czasu wytworzono cztery roczniki trzykoronówek o łącznym nakładzie nieznacznie przekraczającym 32 mln sztuk. 
| rok  | nakład     |                         |
| ---- | ---------- | ----------------------- |
| 1965 | 15 000     | [ 1 ] [ 2 ] [ 3 ] [ 8 ] |
| 1966 | 15 000     | [ 1 ] [ 2 ] [ 3 ] [ 8 ] |
| 1968 | 7 000      | [ 1 ] [ 2 ] [ 3 ] [ 8 ] |
| 1969 | 10 080 000 | [ 1 ] [ 2 ] [ 3 ] [ 8 ] |